# 779 до н. е.

## Події
- держава Маґадга в Індії: початок правління царя Прадйоти;
- Майбутня імператриця Бао Сі потрапляє до гарему імператора Ю-вана, стає його наложницею.